# Sybra bipunctata
Sybra bipunctata es una especie de escarabajo del género Sybra, familia Cerambycidae. Fue descrita científicamente por Heller en 1924.
Habita en Filipinas. Mide 8-13 mm.